# Liste des plus hautes statues

Comparatif de quelques-unes des plus grandes statues du monde, de gauche à droite : la statue de l'Unité (182 m hors piédestal, 2018), le Bouddha du Temple de la Source (128 m hors piédestal, 2008), la statue de la Liberté (46 m hors piédestal, 1886), la statue de la Mère-Patrie (85 m hors piédestal, 1967), le Christ Rédempteur (30 m hors piédestal, 1931) et le David (5 m, 1504).

Cet article recense les statues les plus hautes actuellement érigées.

## Critères
La liste suivante recense les statues mesurant au moins 10 m de haut. La hauteur mesurée correspond à la partie la plus élevée de la figure sculptée, mais exclut les éventuels piédestaux, socles et autres plates-formes.
Seules les statues sont comptabilisées, c'est-à-dire les sculptures représentant un être humain ou un animal ; les sculptures non figuratives ne figurent pas dans cette liste. On ne compte également que les statues en ronde-bosse, à l'exclusion des bas et hauts-reliefs. Cependant, les statues engagées — des hauts-reliefs possédant un relief très important, où l'épaisseur est pratiquement entièrement dégagée, et un attachement au support caché par le volume, comme les colosses d'Abou Simbel — sont prises en compte.
Seules les statues actuellement érigées et complètes sont recensées dans la liste principale : les statues détruites ou en construction font l'objet de listes distinctes.

## Listes

### Statues actuelles
Cette liste recense les statues actuellement érigées qui mesurent au moins 10 m de hauteur, avec :
- Hs = hauteur statue
- B = base
- Ht = hauteur totale

| Statue                                                                                | Hs B(m)     | Ht totale (m) | Sujet                                                                    | Pays Localisation                                     | Matériau                                           | Date    | Coordonnées                          | Photo |  |
| ------------------------------------------------------------------------------------- | ----------- | ------------- | ------------------------------------------------------------------------ | ----------------------------------------------------- | -------------------------------------------------- | ------- | ------------------------------------ | ----- |  |
| Statue de l'Unité                                                                     | 182 58      | 240           | Vallabhbhai Patel                                                        | Inde Gujarat                                          | béton recouvert de bronze                          | 2018    | 21° 50′ 16″ nord, 73° 43′ 08″ est    |       |  |
| Bouddha du Temple de la Source                                                        | 128 25      | 153           | Vairocana                                                                | Chine Lushan                                          | cuivre riveté sur armature                         | 2008    | 33° 46′ 30″ nord, 112° 27′ 04″ est   |       |  |
| Laykyun Setkyar                                                                       | 115,8 13,41 | 129,21        | Bouddha (Gautama)                                                        | Birmanie Monywa                                       | béton                                              | 2008    | 22° 04′ 49″ nord, 95° 17′ 21″ est    |       |  |
| Birth of the New World                                                                | 110         | 110           | Christophe Colomb                                                        | États-Unis Arecibo                                    | bronze                                             | 2016    | 18° 29′ 10″ nord, 66° 37′ 29″ ouest  |       |  |
| Statue de la Croyance                                                                 | 106         | 112           | Shiva                                                                    | Inde Nathdwara                                        |                                                    | 2019    | 24° 55′ 08″ N, 73° 49′ 04″ E         |       |  |
| Bouddha d'Ushiku                                                                      | 100 20      | 120           | Bouddha (Amitābha)                                                       | Japon Ushiku                                          | bronze                                             | 1993    | 35° 58′ 58″ nord, 140° 13′ 13″ est   |       |  |
| Kannon de Sendai                                                                      | 100         | 100           | Guanyin (Kannon)                                                         | Japon Sendai                                          |                                                    | 1991    | 38° 18′ 02″ nord, 140° 49′ 25″ est   |       |  |
| Guanyin aux Mille Mains et aux Mille Yeux                                             | 99          | 99            | Guanyin                                                                  | Chine Ningxiang                                       |                                                    | 2009    | 28° 11′ 03″ nord, 111° 57′ 49″ est   |       |  |
| Pierre le Grand                                                                       | 98          | 98            | Pierre Ier                                                               | Russie Moscou                                         | acier, bronze                                      | 1997    | 55° 44′ 09″ nord, 37° 36′ 30″ est    |       |  |
| Grand Bouddha de Thaïlande                                                            | 92          | 92            | Bouddha (Gautama)                                                        | Thaïlande Ang Thong                                   | ciment armé                                        | 2008    | 14° 35′ 36″ nord, 100° 22′ 40″ est   |       |  |
| Kannon d'Ashibetsu                                                                    | 88          | 88            | Guanyin (Kannon)                                                         | Japon Ashibetsu                                       |                                                    | 1989    | 43° 31′ 42″ nord, 142° 11′ 53″ est   |       |  |
| Mère de toute l'Asie Tour de la Paix                                                  | 98.15       | 98.15         | Marie                                                                    | Philippines Ville de Batangas                         |                                                    | 2021    | 13° 38′ 32″ N, 121° 02′ 36″ E        |       |  |
| Statue de la Mère-Patrie                                                              | 85          | 85            | Mère-Patrie                                                              | Russie Kourgane Mamaïev                               | béton, métal                                       | 1967    | 48° 44′ 33″ nord, 44° 32′ 13″ est    |       |  |
| Statue de la paix de Kannonji                                                         | 80 20       | 100           | Guanyin (Kannon)                                                         | Japon Awaji-shima                                     |                                                    | 1992    | 34° 30′ 10″ nord, 134° 58′ 36″ est   |       |  |
| Grand Bouddha de Ling Shan                                                            | 79 9        | 88            | Bouddha (Amitābha)                                                       | Chine Wuxi                                            |                                                    | 1996    | 31° 25′ 55″ nord, 120° 05′ 29″ est   |       |  |
| Guanyin, déesse marine de la Miséricorde                                              | 78 30       | 108           | Guanyin                                                                  | Chine Sanya                                           |                                                    | 2005    | 18° 17′ 34″ nord, 109° 12′ 31″ est   |       |  |
| Statue de Gautama Bouddha                                                             | 77.9        | 77.9          | Bouddha (Gautama)                                                        | Birmanie Kyatiko                                      |                                                    | 2019    | 17° 19′ 06″ N, 97° 01′ 41″ E         |       |  |
| Dìzàng                                                                                | 76 23       | 99            | Kshitigarbha (Dìzàng)                                                    | Chine Qingyang                                        |                                                    | 2012    | 30° 32′ 20″ nord, 117° 48′ 15″ est   |       |  |
| Guanyin du monastère de Tsz Shan                                                      | 76          | 76            | Guanyin                                                                  | Chine Hong Kong                                       |                                                    | 2012    | 22° 28′ 32″ nord, 114° 12′ 23″ est   |       |  |
| Garuda Wisnu Kencana                                                                  | 75 46       | 121           | Vishnou chevauchant Garuda                                               | Indonésie Bali                                        |                                                    | 2018    | 8° 48′ 50″ sud, 115° 10′ 01″ est     |       |  |
| Kannon de Kaga                                                                        | 73          | 73            | Guanyin (Kannon)                                                         | Japon Kaga                                            |                                                    | 1987    | 36° 19′ 33″ nord, 136° 20′ 56″ est   |       |  |
| Confucius du mont Ni                                                                  | 72          | 72            | Confucius                                                                | Chine Mont Ni (en), Qufu                              |                                                    | 2016    | 35° 29′ 44″ nord, 117° 12′ 19″ est   |       |  |
| Grand Bouddha de Leshan                                                               | 71          | 71            | Bouddha (Maitreya)                                                       | Chine Leshan                                          |                                                    | 803     | 29° 32′ 50″ nord, 103° 46′ 09″ est   |       |  |
| Chao Mae Kuan Im                                                                      | 69          | 69            | Guanyin                                                                  | Thaïlande Ko Samui                                    |                                                    | 2016    | 9° 34′ 17,5″ N, 100° 04′ 01,64″ E    |       |  |
| Bouddha couché à Yiyang                                                               | 68          | 68            | Bouddha                                                                  | Chine Yiyang                                          |                                                    | 2005    | 28° 24′ 10″ N, 117° 25′ 52″ E        |       |  |
| Quan Âm de Sơn Trà                                                                    | 70          | 70            | Guanyin (Quan Âm)                                                        | Viêt Nam Da Nang                                      |                                                    | 2010    | 16° 05′ 59″ nord, 108° 16′ 37″ est   |       |  |
| Statue de Taihu Guanyin                                                               | 67          | 67            | Guanyin                                                                  | Chine Suzhou                                          |                                                    | 2017    | 31° 06′ 22″ N, 120° 14′ 20″ E        |       |  |
| Yang'asha de Guizhou                                                                  | 66 22       | 88            | Yang'asha                                                                | Chine Jianhe                                          |                                                    | 2017    | 26° 44′ 04″ nord, 108° 27′ 42″ est   |       |  |
| Statue de l'Égalité                                                                   | 65,8        | 65,8          | Ramanuja                                                                 | Inde Hyderabad                                        |                                                    | 2018    | 17° 11′ 10″ nord, 78° 20′ 00″ est    |       |  |
| Guanyin du mont Xiqiao                                                                | 62 15       | 77            | Guanyin                                                                  | Chine Mont Xiqiao Nanhai                              |                                                    | 1998    | 22° 55′ 59″ N, 112° 58′ 18″ E        |       |  |
| Kannon de Kurume                                                                      | 62          | 62            | Guanyin (Kannon)                                                         | Japon Kurume                                          |                                                    | 1983    | 33° 17′ 07″ nord, 130° 32′ 06″ est   |       |  |
| Statue de la Mère-Patrie                                                              | 62 40       | 102           | Mère-Patrie                                                              | Ukraine Kiev                                          | acier inoxydable                                   | 1981    | 50° 25′ 35″ nord, 30° 33′ 48″ est    |       |  |
| Guan Yu de Yuncheng                                                                   | 61 19       | 80            | Guan Yu                                                                  | Chine Yuncheng                                        |                                                    | 2010    | 34° 55′ 01″ nord, 110° 57′ 50″ est   |       |  |
| Luangpho Yai                                                                          | 59,2 8,7    | 67,9          | Bouddha (Gautama)                                                        | Thaïlande Roi Et                                      |                                                    | 1979    | 16° 03′ 44″ nord, 103° 39′ 31″ est   |       |  |
| Dieu de la montagne Rouge                                                             | 58,8        | 58,8          | Chishanshen                                                              | Chine Rongcheng                                       |                                                    | v. 2010 | 36° 54′ 00″ nord, 122° 23′ 56″ est   |       |  |
| Guandi de Jingzhou                                                                    | 58          | 58            | Guan Yu                                                                  | Chine Jingzhou                                        | bronze                                             | 2016    | 30° 20′ 29″ nord, 112° 12′ 28″ est   |       |  |
| Grand Bouddha d'Emei                                                                  | 57,6 15     | 72,6          | Bouddha (Maitreya)                                                       | Taïwan Hsinchu                                        |                                                    | 2011    | 24° 40′ 52″ nord, 120° 59′ 09″ est   |       |  |
| Kannon d'Aizu                                                                         | 57          | 57            | Guanyin (Kannon)                                                         | Japon Aizuwakamatsu                                   |                                                    | 1987    | 37° 33′ 03″ nord, 139° 57′ 04″ est   |       |  |
| Kannon de la baie de Tokyo                                                            | 56          | 56            | Guanyin (Kannon)                                                         | Japon Futtsu                                          |                                                    | 1961    | 35° 15′ 49″ nord, 139° 51′ 45″ est   |       |  |
| Zheng Chenggong Dashenxiang                                                           | 53,4        | 53,4          | Koxinga                                                                  | Taïwan Chiayi                                         |                                                    | 1995    | 23° 36′ 15″ nord, 120° 22′ 29″ est   |       |  |
| Empereurs Yan et Huang                                                                | 51 55       | 106           | Yan et Huang                                                             | Chine Zhengzhou                                       |                                                    | 2007    | 34° 57′ 26″ nord, 113° 30′ 45″ est   |       |  |
| Monument de la Renaissance africaine                                                  | 52 100      | 52 100        | Couple et enfant africains                                               | Sénégal Dakar                                         | bronze, cuivre                                     | 2010    | 14° 43′ 20″ nord, 17° 29′ 42″ ouest  |       |  |
| Kannon d'Usami                                                                        | 50          | 50            | Guanyin (Kannon)                                                         | Japon Itō                                             |                                                    | 1982    | 35° 01′ 25″ nord, 139° 03′ 51″ est   |       |  |
| Kannon de Shōdoshima                                                                  | 50          | 50            | Guanyin (Kannon)                                                         | Japon Shōdoshima                                      |                                                    | 1994    | 34° 30′ 43″ nord, 134° 12′ 48″ est   |       |  |
| Guerrero Chimalli                                                                     | 50 10       | 60            | Guerrier chīmalli                                                        | Mexique Chimalhuacán                                  |                                                    | 2014    | 19° 24′ 47″ nord, 98° 59′ 02″ ouest  |       |  |
| Taiwan Chengte Dafo                                                                   | 50          | 50            | Bouddha (Amitābha)                                                       | Taïwan Puli, Nantou                                   |                                                    | 2004    | 24° 00′ 21″ nord, 120° 58′ 52″ est   |       |  |
| Bouddha de Kande Vihara                                                               | 48,8        | 48,8          | Bouddha (Gautama)                                                        | Sri Lanka Kande Vihara (en), Aluthgama (en)           |                                                    | 2007    | 6° 26′ 56″ nord, 80° 00′ 00″ est     |       |  |
| Kannon de Kamaishi                                                                    | 48,5        | 48,5          | Guanyin (Kannon)                                                         | Japon Kamaishi                                        |                                                    | 1970    | 39° 15′ 23″ nord, 141° 54′ 03″ est   |       |  |
| Bouddha de Donglin                                                                    | 48 64       | 48 64         | Bouddha (Amitābha)                                                       | Chine Temple de Donglin (en), Lushan                  |                                                    | 2013    | 29° 25′ 38″ nord, 115° 53′ 05″ est   |       |  |
| Bouddha de Jinding                                                                    | 48          | 48            | Bouddha (Gautama)                                                        | Chine Dunhua                                          |                                                    | 2011    | 43° 19′ 18″ nord, 128° 14′ 36″ est   |       |  |
| Puxian pusa                                                                           | 48          | 48            | Bouddha (Samantabhadra)                                                  | Chine Jinding, mont Emei                              |                                                    | 2005    | 29° 31′ 33″ nord, 103° 20′ 12″ est   |       |  |
| Grand Bouddha de Fo Guang                                                             | 48 60       | 108           | Bouddha (Gautama)                                                        | Taïwan Musée du Bouddha, Kaohsiung                    |                                                    | 2011    | 22° 45′ 29″ nord, 120° 26′ 19″ est   |       |  |
| Vierge de la Paix                                                                     | 46,7        | 46,7          | Marie                                                                    | Venezuela Trujillo                                    |                                                    | 1983    | 9° 20′ 52″ nord, 70° 27′ 46″ ouest   |       |  |
| Statue de la Liberté                                                                  | 46 47       | 93            | Liberté (en)                                                             | États-Unis New York                                   | métal                                              | 1886    | 40° 41′ 21″ nord, 74° 02′ 40″ ouest  |       |  |
| Vierge du Socavón (es)                                                                | 45          | 45            | Marie                                                                    | Bolivie Oruro                                         |                                                    | 2013    | 17° 58′ 29″ sud, 67° 07′ 14″ ouest   |       |  |
| Notre-Dame de Fátima                                                                  | 45          | 45            | Marie (Notre-Dame de Fátima)                                             | Brésil Crato                                          |                                                    | 2016    | 7° 14′ 26″ sud, 39° 23′ 02″ ouest    |       |  |
| Bouddha de Jixiang                                                                    | 45          | 45            | Bouddha (Gautama)                                                        | Chine Xishuangbanna                                   |                                                    | 2008    | 21° 57′ 38″ nord, 100° 48′ 30″ est   |       |  |
| Boudha de Phra Puttamingmongkol Akenakkiri                                            | 45          | 45            | Bouddha (Gautama)                                                        | Thaïlande Phuket                                      |                                                    | 2008    | 7° 49′ 40″ nord, 98° 18′ 49″ est     |       |  |
| Bouddha de Tòng Lâm Lô Sơn                                                            | 44          | 44            | Bouddha (Amitābha)                                                       | Viêt Nam Nha Trang                                    |                                                    | 2012    | 12° 16′ 59″ nord, 109° 07′ 58″ est   |       |  |
| Statue de Muthumalai Murugan                                                          | 44.5        | 44.5          | Kârttikeya                                                               | Inde Salem                                            |                                                    | 2022    | 11° 39′ 23″ N, 78° 29′ 08″ E         |       |  |
| Statue de Kailashnath Mahadev (en)                                                    | 43,5        | 43,5          | Shiva                                                                    | Népal Katmandou                                       |                                                    | 2010    | 27° 38′ 46″ nord, 85° 28′ 29″ est    |       |  |
| Statue de Maa Vaishno Devi                                                            | 43          | 43            | Durga                                                                    | Inde Vrindavan                                        |                                                    | 2010    | 27° 33′ 39″ N, 77° 37′ 56″ E         |       |  |
| Shou Xing                                                                             | 43          | 43            | Shou Xing                                                                | Chine Rugao                                           |                                                    | 2010s   | 32° 21′ 52″ nord, 120° 32′ 23″ est   |       |  |
| Statue de Murugan (en)                                                                | 42,7        | 42,7          | Kârttikeya                                                               | Malaisie Grottes de Batu                              | béton                                              | 2006    | 3° 14′ 15″ nord, 101° 41′ 02″ est    |       |  |
| Mazu de Tianjin                                                                       | 42,3        | 42,3          | Mazu                                                                     | Chine Tianjin                                         |                                                    | 2012    | 39° 06′ 25″ nord, 117° 50′ 18″ est   |       |  |
| Bouddha Dordenma (en)                                                                 | 42,2        | 42,2          | Bouddha (Gautama)                                                        | Bhoutan Thimphou                                      |                                                    | 2015    | 27° 26′ 37″ nord, 89° 38′ 43″ est    |       |  |
| Sainte Rita de Cascia                                                                 | 42          | 42            | Rita de Cascia                                                           | Brésil Santa Cruz                                     | ciment, bois                                       | 2010    | 6° 14′ 22″ sud, 36° 01′ 14″ ouest    |       |  |
| Kannon de Takasaki (ja)                                                               | 41,8        | 41,8          | Guanyin (Kannon)                                                         | Japon Takasaki                                        |                                                    | 1936    | 36° 18′ 40″ nord, 138° 58′ 51″ est   |       |  |
| Mazu de Chunan                                                                        | 41,4        | 41,4          | Mazu                                                                     | Taïwan Miaoli                                         |                                                    | 1984    | 24° 41′ 38″ nord, 120° 51′ 58″ est   |       |  |
| Veera Abhaya Anjaneya Hanuman Swami (en)                                              | 41          | 41            | Hanumān                                                                  | Inde Vijayawada                                       |                                                    | 2003    | 17° 13′ 47″ nord, 82° 07′ 21″ est    |       |  |
| Bouddha de Batamulla Kanda                                                            | 41          | 41            | Bouddha (Gautama)                                                        | Sri Lanka Matugama                                    |                                                    | 2016    | 6° 31′ 08″ nord, 80° 07′ 04″ est     |       |  |
| Guanyin de Lianhuashan                                                                | 40,8        | 40,8          | Guanyin                                                                  | Chine Lianhuashan                                     |                                                    | 1994    | 22° 59′ 27″ nord, 113° 30′ 01″ est   |       |  |
| Kannon de Shichikama                                                                  | 40          | 40            | Guanyin (Kannon)                                                         | Japon Saikai                                          |                                                    | 1990    | 32° 45′ 13″ nord, 129° 52′ 29″ est   |       |  |
| Jésus Buntu Burake                                                                    | 40          | 40            | Jésus                                                                    | Indonésie Sulawesi du Sud                             |                                                    | 2015    | 3° 05′ 33″ S, 119° 52′ 11″ E         |       |  |
| Statue de Shinran                                                                     | 40          | 40            | Shinran                                                                  | Japon Tainai                                          |                                                    | 1990    | 38° 04′ 20″ nord, 139° 20′ 33″ est   |       |  |
| Statue de José María Morelos (es)                                                     | 40          | 40            | José María Morelos                                                       | Mexique Janitzio                                      | pierre rose                                        | 1934    | 19° 34′ 25″ nord, 101° 39′ 07″ ouest |       |  |
| Statue équestre de Gengis Khan                                                        | 30 10       | 40            | Gengis Khan                                                              | Mongolie Erdene (en)                                  | acier inoxydable                                   | 2007    | 47° 48′ 28″ nord, 107° 32′ 13″ est   |       |  |
| Sculpture de Décébale                                                                 | 40          | 40            | Décébale                                                                 | Roumanie Orșova                                       | roche                                              | 2004    | 44° 38′ 14″ nord, 22° 17′ 29″ est    |       |  |
| Bouddha Amitābha de Fo Guang Shan                                                     | 40          | 40            | Bouddha (Amitābha)                                                       | Taïwan Kaohsiung                                      |                                                    | 1975    | 22° 44′ 57″ nord, 120° 26′ 45″ est   |       |  |
| Masque d'Atatürk (en)                                                                 | 40          | 40            | Mustafa Kemal Atatürk                                                    | Turquie Buca                                          |                                                    | 2009    | 38° 24′ 22″ nord, 27° 08′ 46″ est    |       |  |
| Zhenwudadi                                                                            | 39          | 39            | Zhenwudadi                                                               | Chine Yunxi                                           |                                                    | 2016    | 32° 58′ 20″ nord, 110° 24′ 24″ est   |       |  |
| Tathagata Tsal (en)                                                                   | 19 20       | 39            | Bouddha (Gautama)                                                        | Inde Ravangla                                         |                                                    | 2013    | 27° 18′ 51″ nord, 88° 21′ 48″ est    |       |  |
| Grand Bouddha de Wat Phothikyan Phut Thak Tham                                        | 39          | 39            | Bouddha (Amitābha)                                                       | Malaisie Pasir Puteh (en)                             |                                                    | 2009    | 6° 06′ 33″ nord, 102° 22′ 19″ est    |       |  |
| Statue de Ganesh                                                                      | 39          | 39            | Ganesh                                                                   | Thaïlande District de Khlong Khuean                   |                                                    | 2012    | 13° 44′ 07,08″ N, 101° 10′ 27,84″ E  |       |  |
| Grand Bouddha de Hongguangshan                                                        | 38,8        | 38,8          | Bouddha (Gautama)                                                        | Chine Ürümqi                                          |                                                    | 2004    | 43° 52′ 52″ nord, 87° 36′ 49″ est    |       |  |
| Grand Bouddha de Nanshan                                                              | 38,7        | 38,7          | Bouddha (Gautama)                                                        | Chine Yantai                                          |                                                    | 2004    | 37° 33′ 57″ nord, 120° 28′ 17″ est   |       |  |
| Lao Tseu                                                                              | 38          | 38            | Lao Tseu                                                                 | Chine Luanchuan                                       |                                                    | 2010    | 33° 45′ 17″ nord, 111° 38′ 31″ est   |       |  |
| Bouddha Dhyāna (en)                                                                   | 38          | 38            | Bouddha                                                                  | Inde Amaravati                                        |                                                    | 2006    | 16° 34′ 43″ nord, 80° 21′ 11″ est    |       |  |
| Monument à la Jeunesse (en)                                                           | 28 10       | 38            | Flamme de la Jeunesse                                                    | Roumanie Straja                                       |                                                    | 1985    | 44° 06′ 53″ nord, 28° 26′ 40″ est    |       |  |
| Padmasambhava                                                                         | 37,5        | 37,5          | Padmasambhava                                                            | Inde Rewalsar                                         |                                                    | 2012    | 31° 38′ 02″ nord, 76° 50′ 00″ est    |       |  |
| Statue de la Liberté                                                                  | 37 20       | 57            | Liberté (en)                                                             | Brésil Barra Velha                                    |                                                    | 2011    | 26° 38′ 10″ sud, 48° 41′ 56″ ouest   |       |  |
| Grand Bouddha de Rongxian (en)                                                        | 37          | 37            | Bouddha (Maitreya)                                                       | Chine Rong Xian                                       |                                                    | 817     | 29° 27′ 17″ nord, 104° 25′ 52″ est   |       |  |
| Shiva                                                                                 | 37          | 37            | Shiva                                                                    | Inde Murdeshwar (en)                                  |                                                    | 2006    | 14° 05′ 37″ nord, 74° 29′ 01″ est    |       |  |
| Merlion                                                                               | 37          | 37            | Merlion                                                                  | Singapour Sentosa                                     |                                                    | 1996    | 1° 15′ 13″ nord, 103° 49′ 08″ est    |       |  |
| Da Guan Gong                                                                          | 36,6        | 36,6          | Guan Yu                                                                  | Taïwan Hsinchu                                        |                                                    | 1975    | 24° 46′ 49″ nord, 120° 58′ 44″ est   |       |  |
| Padmasambhava                                                                         | 36          | 36            | Guru Rinpoché                                                            | Inde Namchi                                           |                                                    | 2004    | 27° 10′ 46″ nord, 88° 22′ 48″ est    |       |  |
| Statue du Christ-Roi                                                                  | 36 16       | 52            | Jésus-Christ                                                             | Pologne Świebodzin                                    | pierre, blocaille                                  | 2010    | 52° 14′ 12″ nord, 15° 32′ 47″ est    |       |  |
| Grand Bouddha nord des grottes de Mogao                                               | 35,5        | 35,5          | Bouddha (Maitreya)                                                       | Chine Dunhuang                                        |                                                    | 694     | 40° 02′ 14″ nord, 94° 48′ 13″ est    |       |  |
| Sai Baba                                                                              | 35,5        | 35,5          | Shirdi Sai Baba                                                          | Inde Repuru (en)                                      |                                                    | 2015    | 16° 57′ 18″ nord, 82° 11′ 19″ est    |       |  |
| Monument aux défenseurs de l'Arctique soviétique pendant la Grande Guerre patriotique | 35,5 7      | 42,5          | Soldat                                                                   | Russie Mourmansk                                      |                                                    | 1974    | 68° 59′ 34″ nord, 33° 04′ 16″ est    |       |  |
| Basaveshwara                                                                          | 35.35       | 35.35         | Basava                                                                   | Inde Gadag-Betageri                                   |                                                    | 2014    | 15° 25′ 14″ nord, 75° 37′ 57″ est    |       |  |
| Kannon de Tazawa                                                                      | 35          | 35            | Guanyin (Kannon)                                                         | Japon Semboku                                         |                                                    | 1939    | 39° 44′ 21″ nord, 140° 43′ 23″ est   |       |  |
| Cristo de la Concordia (en)                                                           | 34,2 6,2    | 40,4          | Jésus-Christ                                                             | Bolivie Cochabamba                                    |                                                    | 1994    | 17° 23′ 03″ sud, 66° 08′ 06″ ouest   |       |  |
| Adiyogi                                                                               | 34,2        | 34,2          | Shiva                                                                    | Inde Coimbatore                                       |                                                    | 2017    | 10° 58′ 22″ nord, 76° 44′ 26″ est    |       |  |
| Pégase terrassant le Dragon (en)                                                      | 33,5        | 33,5          | Pégase et dragon                                                         | États-Unis Hallandale Beach                           | bronze                                             | 2014    | 25° 58′ 56″ nord, 80° 08′ 26″ ouest  |       |  |
| Bouddha de Tian Tan                                                                   | 33,2        | 33,2          | Bouddha (Gautama)                                                        | Chine Ngong Ping                                      |                                                    | 1993    | 22° 15′ 14″ nord, 113° 54′ 17″ est   |       |  |
| Guanyin du temple de Chongyuan (en)                                                   | 33          | 33            | Guanyin (Avalokiteśvara)                                                 | Chine Suzhou                                          |                                                    | 2007    | 31° 24′ 32″ nord, 120° 46′ 32″ est   |       |  |
| Lao Tseu                                                                              | 33          | 33            | Lao Tseu                                                                 | Chine Zhenjiang                                       |                                                    | 1998    | 31° 47′ 48″ nord, 119° 18′ 40″ est   |       |  |
| Grand Bouddha de Xuedoushan                                                           | 33          | 33            | Bouddha (Maitreya, Budai)                                                | Chine Fenghua                                         |                                                    | 2008    | 29° 41′ 23″ nord, 121° 13′ 02″ est   |       |  |
| Grand Bouddha de Yishan                                                               | 33          | 33            | Bouddha (Gautama)                                                        | Chine Guanyun                                         |                                                    | 2009    | 34° 18′ 19″ nord, 119° 14′ 09″ est   |       |  |
| Guanshiyin Pusa                                                                       | 33          | 33            | Guanyin                                                                  | Chine Mont Guanyin (en), Dongguang                    |                                                    | 2001    | 22° 54′ 18″ nord, 114° 07′ 00″ est   |       |  |
| Temple de Beopju                                                                      | 33          | 33            | Bouddha (Maitreya)                                                       | Corée du Sud Temple de Beopju, Naesongni-myeon        |                                                    | 1990    | 36° 32′ 31″ nord, 127° 49′ 57″ est   |       |  |
| Vierge du Mas Rillier                                                                 | 33 20       | 53            | Marie                                                                    | France Le Mas Rillier                                 | pierre                                             | 1941    | 45° 49′ 44″ nord, 4° 57′ 01″ est     |       |  |
| Cristo Luz                                                                            | 33 10       | 43            | Christ                                                                   | Brésil Balneário Camboriú                             | acier fer                                          | 1997    |                                      |       |  |
| Statue d'Ahimsa (en)                                                                  | 33 6        | 39            | Rishabhanatha                                                            | Inde Mangi-Tungi (en)                                 |                                                    | 2016    | 20° 50′ 32″ nord, 74° 05′ 02″ est    |       |  |
| Adinath                                                                               | 33          | 33            | Rishabhanatha                                                            | Inde Palitana                                         |                                                    | 2015    | 21° 30′ 21″ nord, 71° 48′ 44″ est    |       |  |
| Sankat Mochan Dham                                                                    | 33          | 33            | Hanumān                                                                  | Inde Karol Bagh                                       |                                                    | 2008    | 28° 38′ 45″ nord, 77° 11′ 49″ est    |       |  |
| Sri Tallapaka Annamacharya                                                            | 33          | 33            | Annamacharya                                                             | Inde Tallapaka (en)                                   |                                                    | 2008    | 14° 12′ 04″ nord, 79° 09′ 41″ est    |       |  |
| Hanumān                                                                               | 33          | 33            | Hanumān                                                                  | Inde Shahjahanpur                                     |                                                    | 2013    | 27° 51′ 42″ nord, 79° 55′ 07″ est    |       |  |
| Hanumān (en)                                                                          | 33          | 33            | Hanumān                                                                  | Inde Shimla                                           |                                                    | 2010    | 31° 06′ 03″ nord, 77° 11′ 00″ est    |       |  |
| Basava                                                                                | 33          | 33            | Basava                                                                   | Inde Basavakalyan (en)                                |                                                    | 2012    | 17° 50′ 34″ nord, 76° 56′ 36″ est    |       |  |
| Junkin Kaiun Hoju Daikanzeon Bosatsu                                                  | 33          | 33            | Guanyin (Kannon)                                                         | Japon Tsu                                             |                                                    | 1982    |                                      |       |  |
| Kannon de Taniyama                                                                    | 33          | 33            | Guanyin (Kannon)                                                         | Japon Kagoshima                                       |                                                    | 2001    |                                      |       |  |
| Mangal Mahadev                                                                        | 33          | 33            | Shiva                                                                    | Maurice Grand Bassin                                  | béton peint                                        | 2007    | 20° 24′ 59″ sud, 57° 29′ 33″ est     |       |  |
| Durga Maa Bhavani                                                                     | 33          | 33            | Dourga                                                                   | Maurice Grand Bassin                                  |                                                    | 2017    | 20° 24′ 54″ sud, 57° 29′ 32″ est     |       |  |
| Mazu de Xinwu                                                                         | 32,7        | 32,7          | Mazu                                                                     | Taïwan Xinwu District                                 |                                                    | 2001    | 24° 58′ 33″ nord, 121° 01′ 35″ est   |       |  |
| Bouddha                                                                               | 32,6        | 32,6          | Bouddha (Gautama)                                                        | Inde Dehradun                                         |                                                    | 1965    | 30° 15′ 11″ nord, 78° 00′ 44″ est    |       |  |
| Luang Pho To                                                                          | 32,5        | 32,5          | Bouddha (Maitreya)                                                       | Thaïlande Bangkok                                     |                                                    | 1927    | 13° 46′ 01″ nord, 100° 30′ 10″ est   |       |  |
| Jeune Mao Zedong (en)                                                                 | 32          | 32            | Mao Zedong                                                               | Chine Yuelu                                           |                                                    | 2009    | 28° 10′ 16″ nord, 112° 57′ 17″ est   |       |  |
| El Nacimiento del Hombre Nuevo                                                        | 32          | 32            | Christophe Colomb                                                        | Espagne Séville                                       |                                                    | 1995    | 37° 25′ 39″ nord, 5° 59′ 34″ ouest   |       |  |
| Bouddha                                                                               | 32          | 32            | Bouddha (Maitreya)                                                       | Inde Diskit                                           |                                                    | 2010    | 34° 32′ 37″ nord, 77° 33′ 50″ est    |       |  |
| Hanumān                                                                               | 32          | 32            | Hanumān                                                                  | Inde Nandura (en)                                     |                                                    |         | 20° 50′ 05″ nord, 76° 27′ 00″ est    |       |  |
| Monument de la Vierge                                                                 | 31 17       | 48            | Marie                                                                    | Bulgarie Haskovo                                      | béton polymère                                     | 2003    | 41° 55′ 28″ nord, 25° 33′ 03″ est    |       |  |
| Bouddha de Nihon-ji (ja)                                                              | 31          | 31            | Bouddha (Bhaishajyaguru)                                                 | Japon Nihon-ji, Kyonan                                |                                                    | v. 1790 | 35° 09′ 28″ nord, 139° 50′ 05″ est   |       |  |
| Sacré-Cœur de Jésus (en)                                                              | 31 9        | 40            | Jésus-Christ                                                             | Philippines Roxas City                                |                                                    | 2015    | 11° 31′ nord, 122° 44′ est           |       |  |
| Mangal Mahadev                                                                        | 30,8        | 30,8          | Shiva                                                                    | Inde Gangtan                                          |                                                    | 2012    | 28° 37′ nord, 76° 39′ est            |       |  |
| Jalesveva Jayamahe (en)                                                               | 30,6        | 30,6          | Officier de la marine indonésienne                                       | Indonésie Surabaya                                    |                                                    | 1996    | 7° 11′ 47″ sud, 112° 44′ 23″ est     |       |  |
| Saint François                                                                        | 30,5        | 30,5          | François d'Assise                                                        | Brésil Canindé                                        |                                                    | 2005    | 4° 22′ 03″ sud, 39° 18′ 19″ ouest    |       |  |
| Shiva                                                                                 | 30,5        | 30,5          | Shiva                                                                    | Inde Haridwar                                         |                                                    | 2012    | 29° 57′ 31″ nord, 78° 10′ 29″ est    |       |  |
| Guanyin de Kek Lok Si                                                                 | 30,2        | 30,2          | Guanyin                                                                  | Malaisie Air Itam (en)                                |                                                    | 1999    | 5° 23′ 52″ nord, 100° 16′ 21″ est    |       |  |
| Christ Rédempteur                                                                     | 30 9,5      | 39,5          | Jésus-Christ                                                             | Brésil Rio de Janeiro                                 | béton armé avec parement en pierre                 | 1931    | 22° 57′ 06″ sud, 43° 12′ 39″ ouest   |       |  |
| Statue du Christ-Roi (Lens)                                                           | 15          | 30            | Jésus-Christ                                                             | Suisse Valais                                         |                                                    | 1935    | 46° 16′ 23″ N, 7° 26′ 15″ E          |       |  |
| Statue de la tour du Juche                                                            | 30          | 30            | Ouvrier, paysanne et intellectuel                                        | Corée du Nord Pyongyang                               |                                                    | 1982    | 39° 01′ 04″ nord, 125° 45′ 47″ est   |       |  |
| Vierge du Panecillo                                                                   | 30 11       | 41            | Marie (femme de l'Apocalypse)                                            | Équateur El Panecillo, Quito                          |                                                    | 1976    | 0° 13′ 43″ sud, 78° 31′ 07″ ouest    |       |  |
| Hanumān                                                                               | 30          | 30            | Hanumān                                                                  | Inde Doddipatla                                       |                                                    | 2013    | 16° 30′ 12″ nord, 81° 50′ 34″ est    |       |  |
| Christ de Manado                                                                      | 30 20       | 50            | Jésus-Christ                                                             | Indonésie Manado                                      | acier, fibres métalliques                          | 2007    | 1° 29′ 00″ nord, 124° 50′ 00″ est    |       |  |
| Obinzurusama                                                                          | 30          | 30            | Pindola Bharadvaja                                                       | Japon Yamaga                                          |                                                    | 1607    |                                      |       |  |
| Bouddha de Phra Buddha Bharameedharm Chamruslok                                       | 30          | 30            | Bouddha (Gautama)                                                        | Malaisie Kelantan                                     |                                                    | 2001    | 6° 11′ 10″ nord, 102° 06′ 30″ est    |       |  |
| Statue du Christ de Tlalnepantla                                                      | 30 10       | 40            | Jésus-Christ                                                             | Mexique Tlalnepantla de Baz                           |                                                    | 1981    | 19° 33′ 43″ nord, 99° 11′ 04″ ouest  |       |  |
| The Kelpies                                                                           | 30          | 30            | Chevaux                                                                  | Royaume-Uni Falkirk                                   |                                                    | 2013    | 56° 01′ 09″ nord, 3° 45′ 19″ ouest   |       |  |
| Statue de Thiruvalluvar                                                               | 29          | 29            | Tiruvalluvar                                                             | Inde Kânyâkumârî                                      | Roche                                              | 2000    | 8° 04′ 40″ N, 77° 33′ 14″ E          |       |  |
| Statue du Musée d'Erawan                                                              | 29 14,60    | 43,60         | Airavata                                                                 | Thaïlande Bangkok                                     |                                                    | 2005    | 13° 37′ 42″ N, 100° 35′ 20″ E        |       |  |
| Christ de Tihuatlán                                                                   | 29          | 29            | Christ                                                                   | Mexique Tihuatlán                                     |                                                    | 2007    | 20° 42′ 58″ N, 97° 32′ 38″ O         |       |  |
| Sanctuaire du Christ Roi                                                              | 28 82       | 110           | Jésus                                                                    | Portugal Almada                                       |                                                    | 1959    | 38° 40′ 42,89″ N, 9° 10′ 16,8″ O     |       |  |
| Christ de Vũng Tàu                                                                    | 28 10       | 38            | Jésus                                                                    | Viêt Nam Vũng Tàu                                     |                                                    | 1993    | 10° 19′ 35″ N, 107° 05′ 02″ E        |       |  |
| Mémorial du Cheval Fou                                                                | 172         | 172           | Crazy Horse                                                              | États-Unis Dakota Du Sud                              |                                                    |         | 43° 50′ 07,45″ N, 103° 37′ 16,67″ O  |       |  |
| Statue de Wat Ek Phnom                                                                | 28 24       | 52            | Bouddha                                                                  | Cambodge Battambang                                   |                                                    | ?       | 13° 08′ 32″ N, 103° 13′ 01″ E        |       |  |
| Christ de Béni                                                                        | 28          | 28            | Christ                                                                   | Argentine Yerba Buena (Tucumán)                       |                                                    | 1942    |                                      |       |  |
| Statue de Donglin                                                                     | 27          | 27            | Guan Yin                                                                 | Chine Shanghai                                        |                                                    | ?       | 30° 53′ 47,59″ N, 121° 09′ 38,3″ E   |       |  |
| Binglingsi                                                                            | 27          | 27            | Buddha                                                                   | Chine Lanzhou                                         |                                                    | ?       | 35° 48′ 38″ N, 103° 02′ 54″ E        |       |  |
| Statue de Saint Charbel                                                               | 27          | 27            | Saint Charbel                                                            | Liban Faraya                                          | Fibre de verre et Résines                          | 2017    |                                      |       |  |
| Notre-Dame des Rockies                                                                | 27          | 27            | Vierge Marie                                                             | États-unis Butte (Montana)                            | Béton                                              | 1985    |                                      |       |  |
| Avalokiteśvara de Utsunomiya                                                          | 27          | 27            | Avalokiteśvara                                                           | Japon Utsunomiya                                      |                                                    | 1954    | 36° 35′ 46″ N, 139° 49′ 11″ E        |       |  |
| Cristo Rei (Dili)                                                                     | 27          | 27            | Christ Roi                                                               | Timor oriental Dili                                   |                                                    | 1996    | 8° 31′ 14″ N, 125° 36′ 30″ E         |       |  |
| Shri Hanumān Dham                                                                     | 27          | 27            | Hanumān                                                                  | Inde Kiratpur                                         |                                                    | 1997    |                                      |       |  |
| Bouddha de Pao Chueh                                                                  | 26.8        | 26.8          | Bouddha                                                                  | Taïwan Taichung                                       |                                                    | 1927    | 24° 05′ 36″ N, 120° 24′ 43″ E        |       |  |
| Bouddha de Kurunegala                                                                 | 26.8        | 26.8          | Bouddha                                                                  | Sri Lanka Kurunegala                                  | béton                                              | 2003    | 7° 17′ 26″ N, 80° 13′ 16″ E          |       |  |
| Monastère de Gandantegchinlin                                                         | 26.5        | 26.5          | Bodhisattva                                                              | Mongolie Oulan-Bator                                  |                                                    | 1996    | 47° 55′ 23″ N, 106° 53′ 42″ E        |       |  |
| Hanuman de Carapichaima                                                               | 26          | 26            | Hanuman                                                                  | Trinité-et-Tobago Carapichaima                        | marble                                             | 2001    | 10° 28′ N, 61° 27′ O                 |       |  |
| Christ de la Miséricorde                                                              | 26          | 26            | Christ                                                                   | Nicaragua San Juan del Sur                            | Béton                                              | 2009    | 11° 09′ 15″ N, 85° 31′ 31″ E         |       |  |
| Chinmaya Ganadhish                                                                    | 26          | 26            | Ganesh                                                                   | Inde Kolhapur                                         |                                                    | 2001    | 16° 47′ 47″ N, 74° 17′ 28″ E         |       |  |
| Christ de Belalcázar                                                                  | 26 29.5     | 45.5          | Christ                                                                   | Colombie Belalcázar                                   |                                                    | 1954    | 5° 00′ 00″ N, 75° 49′ 59″ O          |       |  |
| Adinath de Bawangaja                                                                  | 26          | 26            | Rishabhanatha                                                            | Inde Bawangaja                                        |                                                    | 1100    | 21° 59′ 46″ N, 74° 51′ 43″ E         |       |  |
| Duc Me Bai Dau                                                                        | 25          | 25            | Marie (mère de Jésus)                                                    | Viêt Nam Vũng Tàu                                     |                                                    | ?       | 10° 23′ N, 107° 07′ E                |       |  |
| Koxinga                                                                               | 25          | 25            | Pirate et général chinois                                                | Chine Xiamen                                          | Béton                                              | ?       | 24° 25′ 40″ N, 118° 18′ 00″ E        |       |  |
| Shivagiri                                                                             | 25          | 25            | Shiva                                                                    | Inde Bijapur                                          |                                                    | 2006    | 16° 48′ N, 75° 43′ E                 |       |  |
| Le Christ brisé (es)                                                                  | 25          | 25            | Christ                                                                   | Mexique San José de Gracia (Aguascalientes)           | acier                                              | 1953    | 22° 08′ 21″ N, 102° 25′ 53″ E        |       |  |
| Bhouddha de Bodhgaya                                                                  | 25          | 25            | Bouddha                                                                  | Inde Bodhgaya                                         |                                                    | 1989    | 24° 41′ 42″ N, 84° 59′ 29″ E         |       |  |
| L'Ouvrier et la Kolkhozienne                                                          | 25          | 25            | Personnages allégoriques, symboles de l'URSS                             | Russie Moscou                                         | Alliage d’acier inoxydable, de chrome et de nickel | 1937    | 55° 49′ 41″ N, 37° 38′ 49″ E         |       |  |
| Le Christ Blanc                                                                       | 25          | 25            | Christ                                                                   | Pérou Cuzco                                           | Béton                                              | 1987    | 13° 18′ 13″ N, 71° 35′ 02″ E         |       |  |
| Statue du Christ-Roi (Les Houches)                                                    | 25          | 25            | Christ                                                                   | France Les Houches                                    | Béton armé                                         | 1934    |                                      |       |  |
| Bouddha de Nagas Ringed                                                               | 25          | 25            | Bouddha                                                                  | Thailand Nong Khai                                    |                                                    | ?       |                                      |       |  |
| Ōfuna Kannon                                                                          | 25          | 25            | Bouddha                                                                  | Japon Kamakura                                        | Béton armé                                         | 1934    | 35° 21′ 10,35″ N, 139° 31′ 43,01″ E  |       |  |
| Statue de Guanyin                                                                     | 25          | 25            | Guanyin                                                                  | Thaïlande Quartier de Mueang Chiang Rai               |                                                    | 2016    | 19° 56′ 59″ N, 99° 48′ 23″ E         |       |  |
| Hermannsdenkmal                                                                       | 24,82 28,2  | 53,44         | Arminius                                                                 | Allemagne Detmold                                     | cuivre,fer                                         | 1875    | 51° 54′ 42″ N, 8° 50′ 22″ E          |       |  |
| Ryozen Kannon                                                                         | 24          | 24            | Bouddha                                                                  | Japon Kyoto                                           | Béton armé                                         | 1955    | 35° 00′ 00″ N, 135° 27′ 56″ E        |       |  |
| Bouddha de Longshan                                                                   | 24          | 24            | Bouddha                                                                  | Viêt Nam Nha Trang                                    | Béton armé                                         | 1935    | 12° 15′ 07″ N, 109° 10′ 51″ E        |       |  |
| Colosse de Saint Charles Borromée                                                     | 23,4 12,3   | 35,1          | Charles Borromée                                                         | Italie Arona                                          | cuivre                                             | 1698    | 45° 46′ 13″ N, 8° 32′ 36″ E          |       |  |
| Gangu Dafo                                                                            | 23,3        | 23,3          | Buddha                                                                   | Chine Xian de Gangu                                   | terre cuite                                        | ?       | 34° 45′ 56″ N, 105° 17′ 30″ E        |       |  |
| Cristo Rey de las Alamos                                                              | 23,3        | 23,3          | Christ                                                                   | Mexique Tijuana                                       |                                                    | 1999    | 32° 31′ 30″ N, 117° 02′ 00″ O        |       |  |
| Christ de Pachuca                                                                     | 23          | 23            | Christ                                                                   | Mexique Pachuca                                       |                                                    | 1996    | 20° 07′ 49,53″ N, 98° 43′ 17,18″ O   |       |  |
| Mère Arménie                                                                          | 23          | 23            | Tombe du Soldat inconnu                                                  | Arménie Erevan                                        | Cuivre                                             | 1950    | 40° 06′ 51″ N, 44° 18′ 46″ E         |       |  |
| Golden Driller                                                                        | 23          | 23            | Ouvrier de l'industrie pétrolière                                        | États-unis Tulsa                                      | béton                                              | 1966    | 36° 08′ 01″ N, 95° 55′ 52″ O         |       |  |
| Bhouddha d'Oulan-Bator                                                                | 23          | 23            | Bouddha                                                                  | Mongolie Oulan-Bator                                  |                                                    | 2005    | 47° 53′ 06″ N, 106° 54′ 44″ E        |       |  |
| Hanuman de Vatika                                                                     | 23          | 23            | Hanuman                                                                  | Inde Rourkela                                         |                                                    | 1994    |                                      |       |  |
| Tiantishan Dafo                                                                       | 23          | 23            | Buddha                                                                   | Chine Wuwei (Gansu)                                   |                                                    | ?       | 37° 55′ 41″ N, 102° 38′ 29″ E        |       |  |
| Christ de Tupungato                                                                   | 23          | 23            | Christ                                                                   | Argentine Tupungato (ville)                           |                                                    | 1993    |                                      |       |  |
| Shiva de Jabalpur                                                                     | 23          | 23            | Shiva                                                                    | Inde Jabalpur                                         |                                                    | ?       | 23° 10′ N, 79° 56′ E                 |       |  |
| Christ de Rosarito                                                                    | 23          | 23            | Christ                                                                   | Mexique Rosarito                                      |                                                    | ?       | 32° 20′ 32″ N, 117° 03′ 22″ O        |       |  |
| Statue de Garuda Wisnu Kencana                                                        | 23          | 23            | Vishnu                                                                   | Indonésie Kabupaten de Badung                         |                                                    | 2018    | 8° 48′ 36″ S, 115° 10′ 05″ E         |       |  |
| Statue de Likir                                                                       | 23          | 23            | Maitreya                                                                 | Inde Likir Gompa                                      |                                                    | 1999    | 34° 17′ 37″ N, 77° 12′ 54″ E         |       |  |
| Hanuman de Tumkur                                                                     | 22.86       | 22.86         | Hanuman                                                                  | Inde Tumkur                                           |                                                    | 2005    | 13° 20′ 54″ N, 77° 06′ 08″ E         |       |  |
| Ganpati Dham Bahadurgarh                                                              | 22.56       | 22.56         | Ganesha                                                                  | Inde Bahadurgarh                                      |                                                    | 2009    | 28° 42′ 28″ N, 76° 54′ 08″ E         |       |  |
| Monument à la Foi Découvreur                                                          | 22.5        | 22.5          | Christophe Colomb                                                        | Espagne Huelva                                        |                                                    | 1929    | 37° 12′ 44″ N, 6° 56′ 26″ O          |       |  |
| Guanyin de Taipei                                                                     | 22.4        | 22.4          | Guanyin                                                                  | Taïwan Taipei                                         |                                                    | ?       | 25° 04′ 49″ N, 121° 27′ 04″ E        |       |  |
| Saint-Joseph-de-Bon-Espoir                                                            | 22,4        | 22,4          | Saint-Joseph                                                             | France Espaly-Saint-Marcel                            | béton                                              | 1910    |                                      |       |  |
| Bodhisattva du Temple de Puning                                                       | 22,28       | 22,28         | Bodhisattva                                                              | Chine Chengde                                         |                                                    | 1755    | 41° 00′ 50″ N, 117° 56′ 48″ E        |       |  |
| Mehmetçik Monument                                                                    | 22 9        | 31            | Soldat turc                                                              | Turquie Polatlı                                       |                                                    | 2008    | 39° 34′ 29″ N, 32° 03′ 38″ E         |       |  |
| Hanuman d'Odisha                                                                      | 22          | 22            | Hanuman                                                                  | Inde Odisha                                           |                                                    | ?       | 19° 09′ 39″ N, 84° 42′ 39″ E         |       |  |
| Statue du Cœur de Jésus                                                               | 22          | 22            | Jésus                                                                    | Roumanie Județ de Harghita                            |                                                    | 2011    | 46° 23′ 37″ N, 25° 15′ 23″ E         |       |  |
| Statue de Mahatama Ghandi                                                             | 22          | 22            | Mohandas Karamchand Gandhi                                               | Inde Patna                                            |                                                    | 2013    | 25° 36′ N, 85° 06′ E                 |       |  |
| Grand monument Mansudae                                                               | 22          | 22            | Kim Il-sung et Kim Jong-il                                               | Corée du Nord Pyongyang                               | bronze                                             | 2012    | 39° 01′ 55″ N, 125° 45′ 12″ E        |       |  |
| Senora                                                                                | 22          | 30            | Jesus                                                                    | Colombie Bogotá                                       |                                                    | ?       | 4° 35′ 30,24″ N, 74° 03′ 15,56″ O    |       |  |
| Christ Rédempteur de La Caldera                                                       | 22          | 22            | Christ                                                                   | Argentine La Caldera                                  |                                                    | 1969    | 24° 35′ 57″ N, 65° 23′ 01″ E         |       |  |
| Ganesh de Somatane                                                                    | 22          | 22            | Ganesh                                                                   | Inde Somatane                                         |                                                    | ?       |                                      |       |  |
| Bouddha d'Avalokitesvara                                                              | 21.94       | 21.94         | Bouddha                                                                  | États-Unis Sugar Land                                 | béton coulé                                        | 1998    | 29° 40′ 15″ N, 95° 37′ 03″ O         |       |  |
| Christ de Saint Noas                                                                  | 21,80       | 21,80         | Jésus-Christ                                                             | Mexique Torreón                                       | béton                                              | 2000    | 25° 31′ 30,46″ N, 103° 27′ 22,55″ O  |       |  |
| Regina Rosarii                                                                        | 21.64       | 21,64         | Notre-Dame de Fátima                                                     | Philippines Tanay (Rizal)                             |                                                    | 2010    |                                      |       |  |
| Statue du Children's Museum of Indianapolis                                           | 21,34       | 21,34         | Brachiosaurus et son bébé                                                | États-Unis Indianapolis                               | fibreglace                                         | 2009    | 39° 48′ 39″ N, 86° 09′ 27″ O         |       |  |
| Statue du Christ-Roi (Cali)                                                           | 21          | 21            | Jésus-Christ                                                             | Colombie Cali                                         |                                                    | 1953    | 3° 26′ 11,02″ N, 76° 33′ 54,42″ O    |       |  |
| Christ de Maratea                                                                     | 21          | 21            | Jésus-Christ                                                             | Italie Maratea                                        | marble                                             | 1965    | 39° 59′ 22″ N, 15° 43′ 19″ E         |       |  |
| Christ de Taubaté                                                                     | 21          | 21            | Jésus-Christ                                                             | Brésil Taubaté                                        |                                                    | 1957    | 23° 01′ 30″ S, 45° 33′ 20″ O         |       |  |
| USMC War Memorial                                                                     | 20,7 3      | 23,7          | United States Marine Corps                                               | États-Unis Comté d'Arlington                          |                                                    | 1954    | 38° 53′ 25,7″ N, 77° 04′ 10,85″ O    |       |  |
| Christ de Cerro del Cubilete                                                          | 20,5        | 20,5          | Jésus-Christ                                                             | Mexique Cerro del Cubilete                            |                                                    | 1950    | 21° 00′ 43″ N, 101° 22′ 08″ O        |       |  |
| Statue de Samuel Houston                                                              | 20,5        | 20,5          | Samuel Houston                                                           | États-Unis Huntsville (Texas)                         |                                                    | ?       | 30° 43′ 23,98″ N, 95° 33′ 03,44″ O   |       |  |
| Kartlis Deda                                                                          | 20,1        | 20,1          | une femme vêtue du costume géorgien traditionnel                         | Géorgie Tbilissi                                      | aluminium                                          | 1958    | 41° 41′ 17″ N, 44° 48′ 17″ E         |       |  |
| Guanyin de la mer de Chine méridionale                                                | 20          | 20            | Guanyin                                                                  | Chine Shanghai                                        |                                                    | 1997    | 29° 35′ 01″ N, 122° 13′ 56″ E        |       |  |
| Statue de la liberté                                                                  | 20          | 20            | Liberté                                                                  | Brésil Paraná                                         |                                                    | 2012    | 25° 27′ 50,28″ S, 49° 15′ 07,94″ O   |       |  |
| Christ d'El Picacho                                                                   | 20 10       | 30            | Jésus-Christ                                                             | Honduras Tegucigalpa                                  |                                                    | 1998    | 14° 04′ 15″ N, 87° 06′ 55″ E         |       |  |
| Guanyin de Macao                                                                      | 20 7        | 27            | Guanyin                                                                  | Macao Tegucigalpa                                     |                                                    | 2002    | 22° 11′ 08″ N, 113° 33′ 06″ E        |       |  |
| Christ de Itaperuna                                                                   | 20          | 20            | Jésus-Christ                                                             | Brésil Itaperuna                                      |                                                    | 1966    | 21° 12′ 18″ S, 41° 53′ 16″ O         |       |  |
| Lincoln Memorial                                                                      | 20          | 50            | Abraham Lincoln                                                          | États-Unis Washington, D.C.                           |                                                    | 1922    | 38° 53′ 21″ N, 77° 03′ 00″ O         |       |  |
| Statue de Mevlana                                                                     | 20 5        | 25            | Djalâl ad-Dîn Rûmî                                                       | Turquie Buca (Izmir)                                  |                                                    | 2003    | 38° 13′ 59″ N, 27° 06′ 13″ E         |       |  |
| Christ de La Havane                                                                   | 20          | 20            | Jésus-Christ                                                             | Cuba Havana                                           | marble                                             | 1953    | 23° 08′ 38″ N, 82° 20′ 42″ O         |       |  |
| Hanumān de New Delhi                                                                  | 20          | 20            | Hanumān                                                                  | Inde New Delhi                                        |                                                    | ?       | 28° 38′ 42″ N, 77° 11′ 52″ E         |       |  |
| Statue du Christ des Ozarks                                                           | 20          | 20            | Jésus-Christ                                                             | États-unis Eureka Springs                             | briquet                                            | 1966    | 36° 24′ 32″ N, 93° 43′ 31″ O         |       |  |
| Shiva de Bangalore                                                                    | 20          | 20            | Shiva                                                                    | Inde Bangalore                                        |                                                    | ?       | 12° 57′ 28″ N, 77° 39′ 23″ E         |       |  |
| Christ de Lubango                                                                     | 20 10       | 30            | Jésus-Christ                                                             | Angola Lubango                                        |                                                    | 1957    |                                      |       |  |
| Statue de Lapu-Lapu                                                                   | 20          | 20            | Lapu-Lapu                                                                | Philippines Cebu (ville)                              | bronz                                              | 1967    | 10° 18′ 39″ N, 124° 00′ 54,8″ E      |       |  |
| Bouddha de Mongkol Maharaj                                                            | 19,9        | 19,9          | Bouddha                                                                  | Thaïlande Hat Yai                                     |                                                    | ?       |                                      |       |  |
| Monument à Saint-Jean Baptiste (es)                                                   | 19,8        | 19,8          | Jean le Baptiste                                                         | Venezuela San Juan de Los Morros (Venezuela)          |                                                    | 1933    | 9° 20′ 53″ N, 70° 27′ 50″ O          |       |  |
| Lucy l'Éléphant                                                                       | 19,7        | 19,7          | Éléphant                                                                 | États-Unis Margate City                               |                                                    | 1881    | 39° 19′ 14,33″ N, 74° 30′ 42,85″ O   |       |  |
| Dinny the Dinosaur                                                                    | 19,7        | 19,7          | Brontosaurus                                                             | États-Unis Comté de Riverside                         |                                                    | 1978    | 33° 55′ 12,5″ N, 116° 46′ 22,25″ O   |       |  |
| Statue de Pinocchio                                                                   | 19,2        | 19,2          | Pinocchio                                                                | Italie Collodi                                        |                                                    | 2008    |                                      |       |  |
| Luang Pho Tho                                                                         | 19          | 19            | Bouddha                                                                  | Thaïlande Parc historique d'Ayutthaya                 |                                                    | 1334    | 14° 20′ 39″ N, 100° 34′ 44″ E        |       |  |
| Bouddha de Shūraku-en                                                                 | 18,8        | 18,8          | Bouddha                                                                  | Japon Shūraku-en                                      |                                                    | 1927    |                                      |       |  |
| Shiva de Bhanjanagar                                                                  | 18,6        | 18,6          | Shiva                                                                    | Inde Bhanjanagar                                      |                                                    | 2013    | 19° 56′ N, 84° 35′ E                 |       |  |
| Mont Rushmore                                                                         | 18          | 18            | George Washington, Thomas Jefferson, Theodore Roosevelt, Abraham Lincoln | États-Unis Dakota du Sud                              |                                                    | 1941    | 43° 52′ 44″ N, 103° 27′ 35″ O        |       |  |
| Bavaria (statue)                                                                      | 18,52       | 18,52         | Louis Ier de Bavière                                                     | Allemagne Munich                                      |                                                    | 1850    | 48° 07′ 50″ N, 11° 32′ 45″ E         |       |  |
| Bouddha Peraliya au mémorial du tsunami                                               | 18,50       | 18,50         | Bouddha                                                                  | Sri Lanka Hikkaduwa                                   |                                                    | 2011    | 6° 09′ 47″ N, 80° 05′ 30″ E          |       |  |
| Faro della Vittoria (Turin)                                                           | 18,5        | 18,5          | Victoire (allégorie)                                                     | Italie Turin                                          |                                                    | 1928    | 45° 04′ 45″ N, 7° 40′ 34″ E          |       |  |
| The Father of Texas                                                                   | 18,3        | 18,3          | Stephen Fuller Austin                                                    | États-Unis Angleton (Texas)                           |                                                    | 2009    | 29° 09′ 02″ N, 95° 26′ 58″ O         |       |  |
| Praying Hands                                                                         | 18,2        | 18,2          | Praying Hands                                                            | États-Unis Tulsa                                      |                                                    | 1980    | 36° 03′ 02″ N, 95° 57′ 09″ O         |       |  |
| Statue de Gomateshvara                                                                | 18          | 18            | Gomateshvara                                                             | Inde Shravanabel                                      |                                                    | 983     | 12° 51′ 14″ N, 76° 29′ 05″ E         |       |  |
| Statue du Temple de Yonghe                                                            | 18          | 18            | Bouddha                                                                  | Chine Pékin                                           |                                                    | 1694    | 39° 56′ 49″ N, 116° 24′ 40″ E        |       |  |
| Daibutsu de Nōfuku-ji                                                                 | 18          | 18            | Bouddha                                                                  | Japon Nōfuku-ji                                       |                                                    | 1991    | 34° 40′ 06″ N, 135° 10′ 17″ E        |       |  |
| Mireuk-bosal                                                                          | 18          | 18            | Bouddha                                                                  | Corée du Sud Mireuk                                   |                                                    | 2006    | 36° 11′ 19″ N, 127° 06′ 47″ E        |       |  |
| Bouddha de Hyderabad                                                                  | 18          | 18            | Bouddha                                                                  | Inde Hyderabad                                        |                                                    | 1992    | 17° 24′ 56″ N, 78° 28′ 30″ E         |       |  |
| Our Lady of the Rosary of Chiquinquirá                                                | 18          | 18            | Marie (mère de Jésus)                                                    | Venezuela Maracaibo                                   |                                                    | 2004    | 10° 38′ 33″ N, 71° 36′ 43″ O         |       |  |
| Chevaux de Dubaï                                                                      | 18          | 18            | Cheval                                                                   | Émirats arabes unis Dubaï                             |                                                    | ?       | 25° 11′ 42″ N, 55° 16′ 43″ E         |       |  |
| Guanyin de Fukusai-ji                                                                 | 18          | 18            | Guanyin                                                                  | Japon Nagasaki                                        | Aluminum                                           | 1979    | 32° 45′ 12″ N, 129° 52′ 30″ E        |       |  |
| To Donbass Liberators                                                                 | 18 12       | 30            | Mineur et soldat                                                         | Ukraine Donetsk                                       |                                                    | 1984    | 48° 01′ 17″ N, 37° 48′ 56″ E         |       |  |
| Rishabhanatha de Gwalior                                                              | 17,81       | 17,81         | Rishabhanatha                                                            | Inde Gwalior                                          |                                                    | 1500    | 26° 12′ 55,1″ N, 78° 10′ 02,9″ E     |       |  |
| Statue du Volcan                                                                      | 17,1        | 17,1          | Volcan                                                                   | États-Unis Birmingham                                 |                                                    | 1904    | 33° 29′ 30,18″ N, 86° 47′ 43,86″ O   |       |  |
| Daibutsu de Echizen                                                                   | 17          | 17            | Daibutsu                                                                 | Japon Katsuyama                                       |                                                    | 1828    |                                      |       |  |
| Statue du père Cícero                                                                 | 17 10       | 27            | Padre Cícero                                                             | Brésil Juazeiro do Norte                              |                                                    | 1969    | 7° 10′ 47″ S, 39° 19′ 48″ O          |       |  |
| Ganesh de Khairtabad                                                                  | 16,7        | 16,7          | Ganesh                                                                   | Inde Khairtabad                                       |                                                    | 2013    |                                      |       |  |
| The Big Santa                                                                         | 16,4        | 16,4          | Papa Noel                                                                | Australie Adelaide                                    |                                                    | 1960    |                                      |       |  |
| Statue de Shirdi Sai Baba                                                             | 16,4        | 16,4          | Shirdi Sai Baba                                                          | Inde Machilipat                                       |                                                    | ?       | 16° 10′ N, 81° 08′ E                 |       |  |
| Neminath statue de Polur                                                              | 16          | 16            | Neminath                                                                 | Inde Polur                                            |                                                    | 1100    | 12° 13′ N, 79° 04′ E                 |       |  |
| Statue de Notre-Dame de France                                                        | 16          | 16            | Vierge Marie                                                             | France Le Puy-en-Velay                                | Fonte                                              | 1860    | 45° 01′ 30″ N, 3° 31′ 51″ E          |       |  |
| Statue de Antonio Maceo Grajales                                                      | 16          | 16            | Antonio Maceo Grajales                                                   | Cuba Santiago de Cuba                                 |                                                    | 1998    |                                      |       |  |
| Guruvayur Maraprabhu                                                                  | 16          | 16            | Guruvayurappan                                                           | Inde Guruvayur                                        |                                                    | ?       |                                      |       |  |
| Cristo del Portezuelo                                                                 | 16          | 16            | Christ                                                                   | Argentine Chilecito                                   |                                                    | ?       |                                      |       |  |
| Bouddha statue de Phutthamonthon                                                      | 15,87       | 15,87         | Bouddha                                                                  | Thaïlande Phutthamon                                  |                                                    | 1981    | 13° 46′ 34″ N, 100° 19′ 15″ E        |       |  |
| Daibutsu de Takaoka                                                                   | 15,85       | 15,85         | Amitābha                                                                 | Japon Takaoka                                         |                                                    | 1981    |                                      |       |  |
| Hiawatha                                                                              | 15,8        | 15,8          | Indien                                                                   | États-Unis Ironwood (Michigan)                        |                                                    | 1946    | 46° 26′ 59″ N, 90° 09′ 44″ O         |       |  |
| Lux Mundi (statue)                                                                    | 15,8        | 15,8          | Christ                                                                   | États-Unis Monroe                                     |                                                    | 2012    | 39° 27′ 14″ N, 84° 19′ 35″ O         |       |  |
| Hanuman de Vedasandur                                                                 | 15,54       | 15,54         | Hanuman                                                                  | Inde Vedasandur                                       |                                                    | 2008    |                                      |       |  |
| Dighity                                                                               | 15,24       | 15,24         | Dale Lamphere                                                            | États-Unis Vedasandur                                 |                                                    | 2016    | 43° 47′ 12,75″ N, 99° 20′ 17,83″ O   |       |  |
| Divine Mercy Shrine                                                                   | 15,24       | 15,24         | Chapelet de la Divine Miséricorde                                        | Philippines El Salvador (Philippines)                 |                                                    | 2008    | 8° 39′ 54″ N, 124° 28′ 19″ E         |       |  |
| Jolly Green Giant                                                                     | 15,2        | 15,2          | Géant Vert                                                               | États-Unis Blue Earth (Minnesota)                     |                                                    | 1979    | 43° 39′ 02″ N, 94° 05′ 46″ O         |       |  |
| Hanuman du Caves Batu                                                                 | 15,2        | 15,2          | Hanuman                                                                  | Malaisie Gombak                                       |                                                    |         | 3° 14′ 15″ N, 101° 41′ 02″ O         |       |  |
| Bouddha de Nara                                                                       | 15          | 15            | Bouddha                                                                  | Japon Nara                                            |                                                    | 752     |                                      |       |  |
| Paul Bunyan and Babe the Blue Ox                                                      | 15          | 15            | Paul Bunyan and Babe the Blue Ox                                         | États-Unis Trees of Mystery                           |                                                    | 1950    | 41° 35′ 04,1″ N, 124° 05′ 08,83″ O   |       |  |
| Vierge de Baiona                                                                      | 15          | 15            | Vierge Marie                                                             | Espagne Baiona                                        |                                                    | 1930    |                                      |       |  |
| Big Merino                                                                            | 15          | 15            | Mouton                                                                   | Australie Goulburn                                    |                                                    | 1985    | 34° 46′ 21″ S, 149° 41′ 28″ E        |       |  |
| Statue de Kim II-Sung                                                                 | 15          | 15            | Kim Il-sung                                                              | Corée du Nord Samjiyŏn (ville)                        |                                                    | 1979    | 41° 49′ 49″ N, 128° 20′ 17″ E        |       |  |
| Rear-front Memorial                                                                   | 15          | 15            | Iakov Bielopolski et Lev Golovnitsky                                     | Russie Magnitogorsk                                   |                                                    | 1989    | 53° 24′ 26″ N, 58° 59′ 33″ E         |       |  |
| Black Hawk Statue                                                                     | 14,6        | 14,6          | Black Hawk (Sauk leader)                                                 | États-Unis Oregon (Illinois)                          |                                                    | 1911    | 42° 02′ 03″ N, 89° 19′ 59″ O         |       |  |
| Statue du guerrier à cheval                                                           | 14,5 10     | 24,5          | Alexandre le Grand                                                       | Macédoine du Nord Skopje                              |                                                    | 2011    | 41° 59′ 45″ N, 21° 25′ 53″ O         |       |  |
| Santuario del Cerro San Cristóbal                                                     | 14          | 14            | Vierge Marie                                                             | Chili Santiago                                        |                                                    | 1908    | 33° 25′ 31″ S, 70° 38′ 00″ O         |       |  |
| Mazu de Meizhou Island                                                                | 14          | 14            | Mazu                                                                     | Chine Meizhou Island                                  |                                                    | ?       | 25° 05′ 22″ N, 119° 08′ 30″ E        |       |  |
| Statue de la Liberté (Budapest)                                                       | 14          | 14            | Statue de la Liberté                                                     | Hongrie Budapest                                      |                                                    | 1947    | 47° 29′ 11″ N, 19° 02′ 53″ E         |       |  |
| Big Bull                                                                              | 14          | 14            | Vache                                                                    | Australie Wauchope (Nouvelle-Galles du Sud)           |                                                    | 2007    | 31° 26,3514′ S, 152° 44,5662′ E      |       |  |
| Colosse de l'Apennin                                                                  | 14          | 14            | Jupiter (mythologie)                                                     | Italie Vaglia                                         |                                                    | 1583    |                                      |       |  |
| The Big Captain Cook                                                                  | 14          | 14            | James Cook                                                               | Australie Cairns                                      |                                                    | 1972    |                                      |       |  |
| Vierge de Monton                                                                      | 14 7        | 21            | Vierge Marie                                                             | France Monton                                         | Pierre                                             | 1869    | 45° 40′ 45″ N, 3° 09′ 28″ E          |       |  |
| Hanuman Junction                                                                      | 13,7        | 13,7          | Hanuman                                                                  | Inde District de Krishna                              |                                                    | 2015    |                                      |       |  |
| Grand Bouddha de Gifu                                                                 | 13,7        | 13,7          | Siddhartha Gautama                                                       | Japon Gifu (Gifu)                                     |                                                    | 1828    | 35° 25′ 57″ N, 136° 46′ 19″ E        |       |  |
| Atlas (Lee Lawrie)                                                                    | 13,7        | 13,7          | Atlas (mythologie)                                                       | États-Unis New York                                   |                                                    | 1937    | 40° 45′ 32,12″ N, 73° 58′ 37,84″ O   |       |  |
| Bouddha de Kamakura                                                                   | 13,5        | 13,5          | Bouddha                                                                  | Japon Kamakura                                        |                                                    | 1252    | 35° 19′ 00,59″ N, 139° 32′ 08,48″ E  |       |  |
| The Keeper of the Plains                                                              | 13,4        | 13,4          | Blackbear Bosin                                                          | États-Unis Wichita                                    |                                                    | 1974    | 37° 41′ 29″ N, 97° 20′ 59″ O         |       |  |
| Monument slavy                                                                        | 13 27       | 40            | ?                                                                        | Russie Samara                                         |                                                    | 1968    | 53° 12′ 13″ N, 50° 06′ 35″ E         |       |  |
| Daibutsu de Tokyo                                                                     | 13          | 13            | Daibutsu                                                                 | Japon Tokyo                                           |                                                    | 1977    |                                      |       |  |
| Rocket Thrower                                                                        | 12,95       | 12,95         | Donald De Lue                                                            | États-Unis New York                                   |                                                    | 1964    | 40° 44′ 51″ N, 73° 50′ 32″ O         |       |  |
| Karkala                                                                               | 12,8        | 12,8          | Gomateshvara                                                             | Inde District d'Udupi                                 |                                                    | 1432    | 13° 12′ 00″ N, 74° 58′ 59″ E         |       |  |
| Athéna Parthénos                                                                      | 12,8        | 12,8          | Athéna Parthénos                                                         | États-Unis Nashville                                  |                                                    | 1990    | 36° 08′ 59″ N, 86° 48′ 49″ O         |       |  |
| Slavín                                                                                | 12,5 39,5   | 42            | Soldat                                                                   | Slovaquie Bratislava                                  |                                                    | 1961    | 48° 09′ 14″ N, 17° 05′ 59″ E         |       |  |
| Niederwalddenkmal                                                                     | 12,5        | 12,5          | Germania (allégorie)                                                     | Allemagne Rüdesheim am Rhein                          |                                                    | 1883    | 49° 58′ 51″ N, 7° 53′ 59″ E          |       |  |
| Monument à Youri Gagarine                                                             | 12,5 30     | 42,5          | Pavel Bondarenko                                                         | Russie Moscou                                         |                                                    | 1980    | 55° 42′ 30″ N, 37° 34′ 57″ E         |       |  |
| Statue du Christ                                                                      | 12,3 20     | 32            | Jésus-Christ                                                             | Syrie Seidnaya                                        |                                                    | 2013    | 33° 43′ 39″ nord, 36° 22′ 24″ est    |       |  |
| Borba Gato statue                                                                     | 12,3        | 12,3          | Borba Gato                                                               | Brésil São Paulo                                      |                                                    | ?       | 23° 37′ 58″ N, 46° 41′ 32″ E         |       |  |
| Statue de Mao Zedong                                                                  | 12,26       | 12,26         | Mao Zedong                                                               | Chine Chengdu                                         |                                                    | 1976    | 30° 39′ 40,05″ N, 104° 03′ 48,21″ E  |       |  |
| Kuravan and Kurathi Statue                                                            | 12,2        | 12,2          | Kuravan & Kurathi                                                        | Inde Idukki District                                  |                                                    | 2005    |                                      |       |  |
| Der Befreier                                                                          | 12          | 30            | Libération de l'Allemagne nazie                                          | Allemagne Berlin Mémorial soviétique (Treptower Park) |                                                    | 1949    | 52° 29′ 10″ N, 13° 28′ 11″ E         |       |  |
| Our Lady of Peace Shrine                                                              | 12          | 12            | Our Lady                                                                 | États-Unis Pine Bluffs                                |                                                    | 1998    | 41° 10′ 56″ N, 104° 03′ 13″ O        |       |  |
| Mère Albanie                                                                          | 12 3        | 15            | Mère                                                                     | Albanie Tirana                                        | Roche                                              | 1971    | 41° 18′ 31″ N, 19° 50′ 24″ E         |       |  |
| Avukana Buddha statue                                                                 | 12 1        | 13            | Bouddha                                                                  | Sri Lanka Kekirawa                                    | Roche                                              | 307     | 8° 00′ 39,1″ N, 80° 30′ 45,6″ E      |       |  |
| Arche de la Neutralité                                                                | 12 63       | 75            | Gurbanguly Berdimuhamedow                                                | Turkménistan Achgabat                                 | Or                                                 | 1998    | 37° 52′ 56″ N, 58° 20′ 00″ E         |       |  |
| Willow Man                                                                            | 12          | 12            | Willow Man                                                               | Royaume-Uni Bridgwater                                |                                                    | 2000    | 51° 09′ 02″ N, 2° 58′ 52″ O          |       |  |
| Monument des Conquérants de l'Espace                                                  | 12          | 50            | Lancement et Fusée                                                       | Russie Moscou                                         |                                                    | 1964    | 55° 49′ 22″ N, 37° 38′ 24″ E         |       |  |
| Notre-Dame d'Afrique                                                                  | 12          | 12            | Mémorial Notre-Dame d'Afrique                                            | France Théoule-sur-Mer                                |                                                    | 2000    | 6° 56′ 27″ N, 43° 30′ 28″ E          |       |  |
| Dharmasthala statue                                                                   | 12          | 12            | Gomateshvara                                                             | Inde District de Dakshina Kannada                     |                                                    | 1973    |                                      |       |  |
| Vision of Peace                                                                       | 11,58       | 11,58         | Bouddha                                                                  | États-Unis Saint Paul (Minnesota)                     |                                                    | 1936    | 44° 56′ 39″ N, 93° 05′ 38″ O         |       |  |
| Maligawila Buddha statue                                                              | 11,53       | 11,53         | Bouddha                                                                  | Sri Lanka Maligawila                                  |                                                    | ?       |                                      |       |  |
| Wall Drug Dinosaur                                                                    | 11,3        | 11,3          | Apatosaurus                                                              | États-Unis Wall (Dakota du Sud)                       |                                                    | 1968    | 43° 59′ 36″ N, 102° 14′ 30″ O        |       |  |
| Portlandia                                                                            | 11,25       | 11,25         | Portlandia                                                               | États-Unis Portland, Oregon                           |                                                    | 1985    | 45° 30′ 56,7″ N, 122° 40′ 44,5″ O    |       |  |
| Basilique Notre-Dame-de-la-Garde                                                      | 11,2        | 11,2          | Vierge Marie                                                             | France Marseille                                      |                                                    | 1870    | 43° 17′ 02,5″ N, 5° 22′ 16″ E        |       |  |
| Vierge de Loreto                                                                      | 11,1 5,5    | 17            | Vierge Marie                                                             | Croatie Primošten                                     |                                                    |         |                                      |       |  |
| Mounagiri Hanuman                                                                     | 11          | 11            | Hanuman                                                                  | Inde Anantapur                                        |                                                    | 2010    |                                      |       |  |
| Monument à la révolutionnaire Dzhangildin                                             | 11          | 11            | Dzhangildin                                                              | Kazakhstan Almaty                                     | Granite                                            | 1975    |                                      |       |  |
| Cristo de la Concordia en Arica                                                       | 11          | 11            | Christ                                                                   | Pérou Arica                                           | Bronze                                             | 2000    |                                      |       |  |
| National Monument to the Forefathers                                                  | 11          | 11            | Pères pèlerins                                                           | États-Unis Plymouth                                   |                                                    | 1907    | 41° 57′ 36″ N, 70° 40′ 34″ O         |       |  |
| Lion de Belfort                                                                       | 11          | 11            | Lion                                                                     | France Belfort                                        |                                                    | 1880    | 47° 38′ 12″ N, 6° 51′ 53″ E          |       |  |
| Venur                                                                                 | 10,7        | 10,7          | Gomateshvara                                                             | Inde District de Dakshina Kannada                     |                                                    | 1604    |                                      |       |  |
| Lachit & his Army                                                                     | 10,7        | 10,7          | Lachit Borphukan                                                         | Inde Guwahati                                         |                                                    | 2016    | 26° 10′ 50,14″ N, 91° 43′ 58,46″ E   |       |  |
| Paul Bunyan                                                                           | 10,1        | 10,1          | Paul Bunyan                                                              | États-Unis Akeley                                     |                                                    | 1985    | 47° 00′ 12″ N, 94° 43′ 50″ O         |       |  |
| Big Trout                                                                             | 10          | 10            | Truite                                                                   | Australie Adaminaby                                   |                                                    | 1973    | 35° 59′ 50,18″ S, 148° 46′ 28,34″ E  |       |  |
| Jesus de Trinity Heights                                                              | 10          | 10            | Jésus                                                                    | États-Unis Sioux City                                 |                                                    | 1999    |                                      |       |  |
| Statue de Makarios III                                                                | 10          | 10            | Makarios III                                                             | Chypre                                                | Massif du Troodos Bronze                           | 1987    |                                      |       |  |
| Buffle Bottle Man avec guitare                                                        | 10          | 10            | Bottle Man                                                               | Espagne                                               |                                                    | 2013    | 36° 38′ 04,12″ N, 6° 11′ 41,96″ O    |       |  |
| Statue de Mazinger Z                                                                  | 10          | 10            | Mazinger Z                                                               | Espagne Cabra del Camp                                |                                                    | 1976    | 41° 22′ 58″ N, 1° 19′ 44″ E          |       |  |
| Statue du Merlion                                                                     | 8,6         | 8,6           | Créature à tête de lio et corps de poisson                               | Singapour                                             |                                                    | 1964    | 1° 17′ 12,6″ N, 103° 51′ 16,3″ E     |       |  |

### Statues antiques
La liste suivante recense les plus hautes statues érigées avant l'époque moderne et toujours existantes.
| Statue                  | Sujet           | Localisation                    | Pays   | hauteur      | matériau  | Notes                                 | Date            | Coordonnées                  | Photo |
| ----------------------- | --------------- | ------------------------------- | ------ | ------------ | --------- | ------------------------------------- | --------------- | ---------------------------- | ----- |
| Sphinx de Gizeh         | sphinx couchant | plateau de Gizeh (Basse-Égypte) | Égypte | 20,22 mètres | calcaire  | plus grande statue monolithe du monde | autour de -2500 | 29° 58′ 31″ N, 31° 08′ 16″ E |       |
| Temples d'Abou Simbel   | Ramsès II       | Abou Simbel                     | Égypte | 20 mètres    | Quartzite |                                       | autour de -1350 | 22° 20′ 13″ N, 31° 37′ 32″ E |       |
| Colosses de Memnon Nord | Amenhotep III   | Thèbes (Égypte)                 | Égypte | 14,76 mètres | Roche     |                                       | -1264           | 25° 43′ 14″ N, 32° 36′ 38″ E |       |
| Statue de Louxor        | Ramsès II       | Temple d'Amon (Louxor)          | Égypte | 14 mètres    | Granite   |                                       | -1400           | 25° 42′ 00″ N, 32° 38′ 21″ E |       |
| Colosses de Memnon Sud  | Amenhotep III   | Thèbes (Égypte)                 | Égypte | 13,97 mètres | Roche     |                                       | -1264           | 25° 43′ 14″ N, 32° 36′ 38″ E |       |
| Colosses de Ramsès II   | Ramsès II       | Memphis (Égypte)                | Égypte | 11 mètres    | Granite   |                                       | -1200           | 29° 52′ 17″ N, 31° 12′ 59″ E |       |

### Statues détruites
- Le Colosse de Rhodes (305-304 av. J. C.), une statue grecque qui dominait l'entrée du port de Rhodes (une île de Grèce). On suppose que cette gigantesque statue en bronze mesurait 32 mètres. À la suite d'un séisme, la statue s'effondra.
- Le Colosse de Néron (37–68 ap. J.C.), une statue de bronze monumentale de l'Empereur Néron à Rome haute de 30,3 mètres (37 mètres selon d'autres sources). Encore debout au moyen âge, la statue a été détruite soit durant le pillage de Rome en 410 soit durant la série de tremblements de terre du Ve siècle.
- La statue de Mercure de Zénodore. Selon Pline l'ancien, Zénodore avait conçu, dans la cité des Arvernes - possiblement au Temple de Mercure du puy de Dôme - une statue colossale de 110 pieds romains, soit approximativement 32 mètres[3].
- La Statue chryséléphantine de Zeus à Olympie (436 av. J.-C. - 461 ap. J.C.), une statue grecque faite d'ivoire et d'or, la statue mesurait environ 12 mètres de haut, dont un mètre pour la base et deux mètres pour le piédestal, elle fut détruite lors d'un incendie.
- L'Arche de la Réunification (2001-2024), une arche en marbre de soixante mètres de longueur pour trente mètres de hauteur. Constituée de deux femmes vêtues du hanbok représentant le Nord et le Sud de la péninsule coréenne, elle fut détruite en 2024 sous l'ordre de Kim Jong-un à la suite de l'abandon de la politique de réunification des deux Corées.
- La statue de Gargantua du parc d'attractions Mirapolis. Cette statue a été édifiée lors de la construction du parc Mirapolis en 1986 ; elle représentait le géant Gargantua (personnage d'un roman de François Rabelais) assis avec une hauteur de 35 mètres, 2800 m2 de surface de corps pour une masse de 1000 tonnes. La statue a été démontée en partie après la fermeture du parc Mirapolis ; le reste ayant été détruit à la dynamite.

### Statues en construction
| Statue                   | Sujet                         | Localisation | Pays    | hauteur    | matériau            | Notes               | Date            | Coordonnées | Photo |
| ------------------------ | ----------------------------- | ------------ | ------- | ---------- | ------------------- | ------------------- | --------------- | ----------- | ----- |
| Statue de Shivaji        | Fondateur de l'Empire marathe | Gujarat      | Inde    | 192 mètres | pierre              | Inclus le piédestal | En projet       |             |       |
| Statue du Christ         | Jésus-Christ                  | Mont Hadis   | Arménie | 77 mètres  |                     |                     |                 |             |       |
| Statue de Avalokiteśvara | Avalokitesvara                | Quang Ngai   | Vietnam | 125 mètres | reinforced concrete | Inclus le piédestal | En construction |             |       |